# Deer Valley Resort
Deer Valley Resort är en anläggning för alpin skidåkning om vintern och cykling om sommaren, belägen i Park City i Utah i USA. Deer Valley är en av de få kvarvarande skidorterna som inte tillåter snowboard. 
Deer Valley var en av anläggningarna under Olympiska vinterspelen 2002, här hölls tävlingarna i puckelpist, hopp och alpina slalomgrenar med plats för 10 000 åskådare. Här hålls också tävlingar under världscupen i utförsåkning. 

## Data
- Öppet 4 december 2004 – 10 april 2005
- Antal bergstoppar: 5
- Skidbar areal: 708 hektar
- Liftar: 41 totalt

### Fotnoter
1. ↑  ”Deer Valley Resort” (på svenska). Sportbladet. http://wwwc.aftonbladet.se/sport/os2002/arenorna/arenadeervalley.html. Läst 22 mars 2019.